# Ekkehard Thiesler

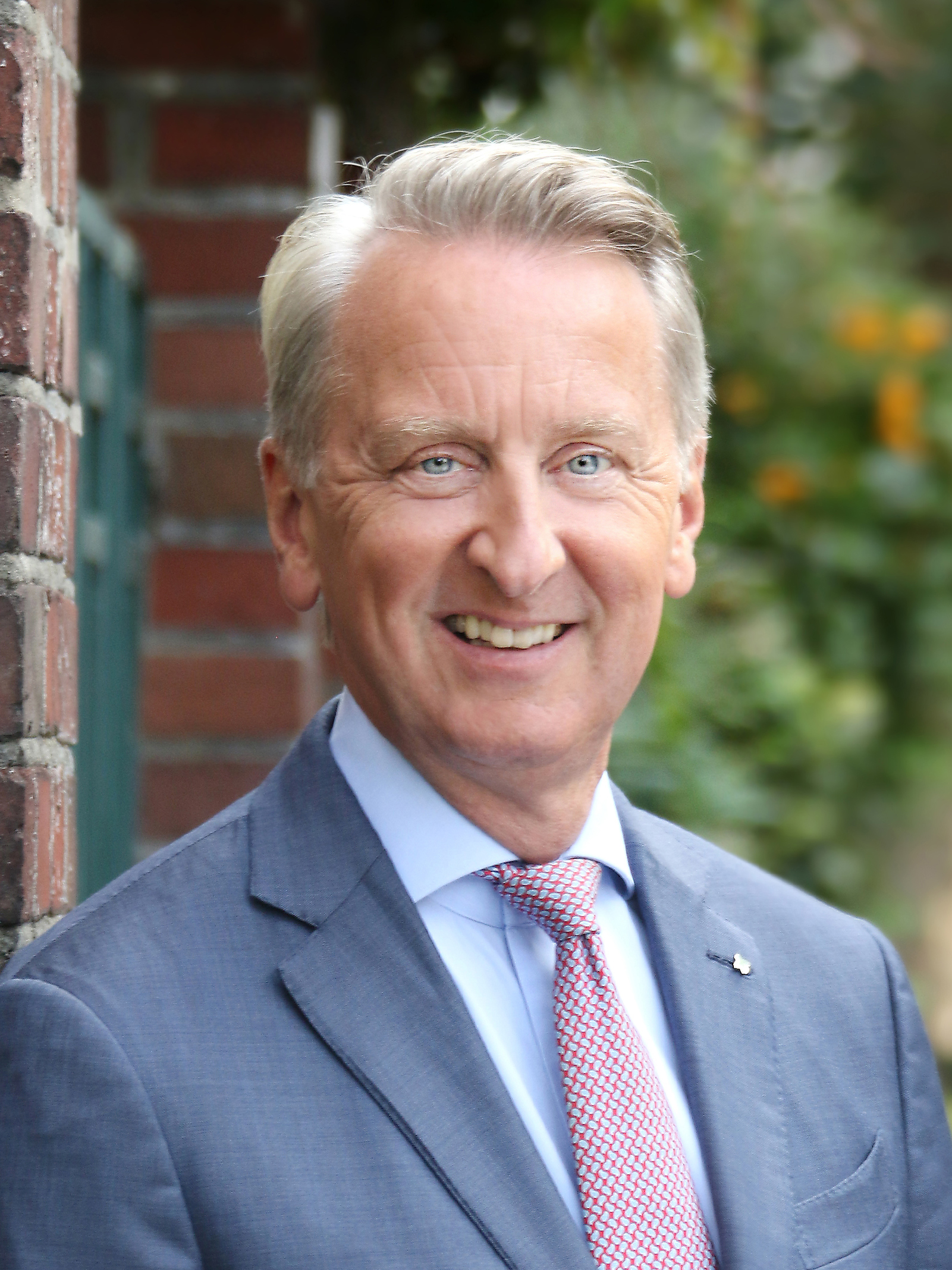
Ekkehard Thiesler (2020)

Ekkehard Helge Thiesler (* 1965) ist ein deutscher Bankier und Wirtschaftswissenschaftler. Seit 2005 ist er Vorstandsvorsitzender der Bank für Kirche und Diakonie.

## Leben
Nach dem Abitur 1985 am Gymnasium Weinheim begann Thiesler eine Lehre bei der dortigen Volksbank und studierte danach Betriebswirtschaftslehre an der Universität Mannheim. Er promovierte er an der TU Darmstadt mit dem Thema Zukunftsfähigkeit von genossenschaftlicher Primärbanken in Deutschland.
Thiesler war Trainee bei der damaligen DG Bank und heutigen DZ-Bank in Frankfurt und London. Seit 2005 ist er Vorstandsvorsitzender der Bank für Kirche und Diakonie eG - KD-Bank.
Als Lehrbeauftragter am Institut für Diakoniewissenschaft und Diakoniemanagement der Universität Bielefeld hat er einen Lehrauftrag für Betriebswirtschaftslehre mit Schwerpunkt: Finanzierungen und Risikomanagement, vor allem in der Weiterbildung von evangelischen Theologinnen und Theologen aus Deutschland, aber auch aus Afrika und Asien.
Thiesler ist seit 2009 Mitglied im Finanzausschuss der internationalen Stiftung Auschwitz-Birkenau. Er engagiert sich für das Diakonische Werk Rheinland-Westfalen-Lippe und für die Johanniter Unfall-Hilfe. Für diese Tätigkeiten wurde er 2022 mit dem Verdienstorden des Landes Nordrhein-Westfalen ausgezeichnet.
Ekkehard Thiesler ist verheiratet und hat einen Sohn.